# Calauag
Calauag est une municipalité de la province de Quezon, aux Philippines.

## Barangays
Calauag est subdivisée en 81 Barangays:
- Agoho
- Anahawan
- Anas
- Apad Lutao
- Apad Quezon
- Apad Taisan
- Atulayan
- Baclaran (Poblacion (en))
- Bagong Silang
- Balibago
- Bangkuruhan
- Bantolinao
- Barangay Uno (Poblacion (en))
- Barangay Dos (Poblacion (en))
- Barangay Tres (Poblacion (en))
- Barangay Cuatro (Poblacion (en))
- Barangay Cinco (Poblacion (en))
- Bigaan
- Binutas (Santa Brigida)
- Biyan
- Bukal
- Buli
- Dapdap
- Dominlog
- Doña Aurora
- Guinosayan
- Ipil
- Kalibo (Santa Cruz)
- Kapaluhan
- Katangtang
- Kigtan
- Kinamaligan
- Kinalin Ibaba
- Kinalin Ilaya
- Kumaludkud
- Kunalum
- Kuyaoyao
- Lagay
- Lainglaingan
- Lungib
- Mabini
- Madlangdungan
- Maglipad (Rosario)
- Maligaya
- Mambaling
- Manhulugin
- Marilag (Punaya)
- Mulay
- Pandanan
- Pansol
- Patihan
- Pinagbayanan (Poblacion (en))
- Pinagkamaligan (Poblacion (en))
- Pinagsakayan
- Pinagtalleran (Poblacion (en))
- Rizal Ibaba
- Rizal Ilaya
- Sabang Uno (Poblacion (en))
- Sabang Dos (Poblacion (en))
- Salvacion
- San Quintin
- San Roque Ibaba
- San Roque Ilaya
- Santa Cecilia
- Santa Maria (Poblacion (en))
- Santa Milagrosa
- Santa Rosa
- Santo Angel (Pangahoy)
- Santo Domingo
- Sinag
- Sumilang
- Sumulong
- Tabansak
- Talingting
- Tamis
- Tikiwan
- Tiniguiban
- Villa Magsino
- Villa San Isidro
- Viñas
- Yaganak

## Démographie
Selon le recensement de 2020, Calauag compte 71 809 habitants.